# روبرت ألتون
روبرت ألتون (بالإنجليزية: Robert Alton)‏ هو راقص ومخرج أمريكي، ولد في 28 يناير 1906 في بينينغتون في الولايات المتحدة، وتوفي في 12 يونيو 1957 في لوس أنجلوس في الولايات المتحدة.

## وصلات خارجية
- روبرت ألتون على موقع IMDb (الإنجليزية)
- روبرت ألتون على موقع أول موفي (الإنجليزية)
- روبرت ألتون على موقع قاعدة بيانات برودواي على الإنترنت (الإنجليزية)
- روبرت ألتون على موقع قاعدة بيانات برودواي على الإنترنت (الإنجليزية)
- روبرت ألتون على موقع قاعدة بيانات الأفلام السويدية (السويدية)
- روبرت ألتون على موقع قاعدة بيانات الفيلم (الإنجليزية)
- روبرت ألتون على موقع كينوبويسك (الروسية)